# Ernest de Restaud
Ernest de Restaud est un personnage de La Comédie humaine d’Honoré de Balzac. Fils aîné de madame de Restaud, il apparaît pour la première fois en 1824, dans Gobseck, où son père lui confie un paquet à envoyer à maître Derville, mais la comtesse l'en empêche. Madame de Restaud avoue que c'est le seul enfant légitime du comte de Restaud dans Le Père Goriot.
En 1829, Ernest aime la fille de  la vicomtesse de Grandlieu, Camille, et souhaite l'épouser. Mais la naissance roturière de sa mère (née Goriot) provoque des réticences. Ce n'est que lorsqu'Ernest reçoit la fortune parternelle, bien gérée par Jean-Esther van Gobseck, que les réticences de la vicomtesse tombent en 1830. Camille devient la comtesse Ernest de Restaud.
Pour les références, voir :